# 경포동
경포동(鏡浦洞)은 대한민국 강원특별자치도 강릉시의 행정동이다.

## 개요
경포동은 1998년 10월 1일 강릉시 조례 288호에 의해 유천동, 죽헌동, 운정동, 저동을 하나의 행정동으로 합친 동으로, 동의 면적은 23.21 km2이고 19개 통, 91개 반이 있다. 유천동은 강릉군 정동면 지역으로 1914년 죽오리를 병합하여 유천리라 하다가 1955년 9월 1일에 강릉시에 편입되었다.

## 법정동
- 지변동(池邊洞)
- 안현동(雁峴洞)
- 운정동(雲亭洞)
- 죽헌동(竹軒洞)
- 저동(苧洞)
- 난곡동(蘭谷洞)
- 대전동(大田洞)
- 유천동(楡川洞)

## 교육
- 경포대초등학교 (안현동)
- 유천초등학교 (유천동)
- 강릉문성고등학교
- 강릉원주대학교

## 문화재
- 오죽헌 - 보물 제165호
- 강릉 경포대와 경포호 - 명승 제108호
- 경포대 - 강원도 유형문화재 제6호
- 경양사 - 강원도 유형문화재 제59호

## 아파트
| 단지명    | 건설사   | 시행사                     | 주소               | 주소 | 입주       | 비고 |
| --------- | -------- | -------------------------- | ------------------ | ---- | ---------- | ---- |
| 경포 현대 | 현대건설 | 경포국민주택재건축주택조합 | 경포로463번안길 14 | 저동 | 1996년 9월 |      |